# République de Saint-Marc
22 mars 1848 – 24 juillet 1849
Entités précédentes :
- Royaume de Lombardie-Vénétie

Entités suivantes :
- Royaume de Lombardie-Vénétie

La république de Saint-Marc a été un État créé à Venise à la suite de l'insurrection de la ville contre le gouvernement autrichien le 17 mars 1848. Les deux patriotes Daniele Manin et Niccolò Tommaseo, qui se trouvaient enfermés dans les prisons autrichiennes, sont libérés et prennent la direction d'un nouveau gouvernement provisoire proclamé le 22 mars, dont Daniele Manin devient le président.
La république, qui fait appel au nom historique de république de Venise, eut une durée brève, Venise étant réoccupée par l'armée autrichienne le 22 août 1849, après une résistance héroïque qui dura 17 mois.

## Les faits
Les Autrichiens réagissent et occupent dès le 10 juin la terra ferma de Venise, organisant un blocus terrestre et maritime de la ville. Venise demande alors son rattachement au royaume sarde malgré les réticences de Manin, qui luttait plus pour l'indépendance de la ville que pour l'unification de l'Italie.
Les insurgés reçoivent au début quelques aides de la Sardaigne, mais après la défaite sarde à Custoza le 27 juillet 1848 et le retrait de la flotte sarde de Venise, ils restent seuls face aux Autrichiens. Dès lors, Manin, qui s'était volontairement mis en retrait, reprend le pouvoir le 13 août au sein d'un triumvirat qu'il domine par sa personnalité.
Une aide précieuse arrive avec le général napolitain Guglielmo Pepe, envoyé initialement pour combattre au côté des Sardes, et qui refuse d'obéir à l'ordre de retour pour se rallier aux Vénitiens avec 2 000 volontaires. Il prend le commandement de l'armée qui défend la ville.
Face à la menace de l'armée autrichienne qui se trouve à Mestre et Marghera réalisant un blocus maritime et terrestre de la ville, les Vénitiens choisissent de résister et confient les pleins pouvoirs à Manin. Grâce au sens de l'organisation de celui-ci et de Pepe, et à la valeur des volontaires, ils réussissent à défendre efficacement Venise pendant plusieurs mois et réalisent des sorties pour s'approvisionner en denrées alimentaires. Malgré cela, la famine commence.

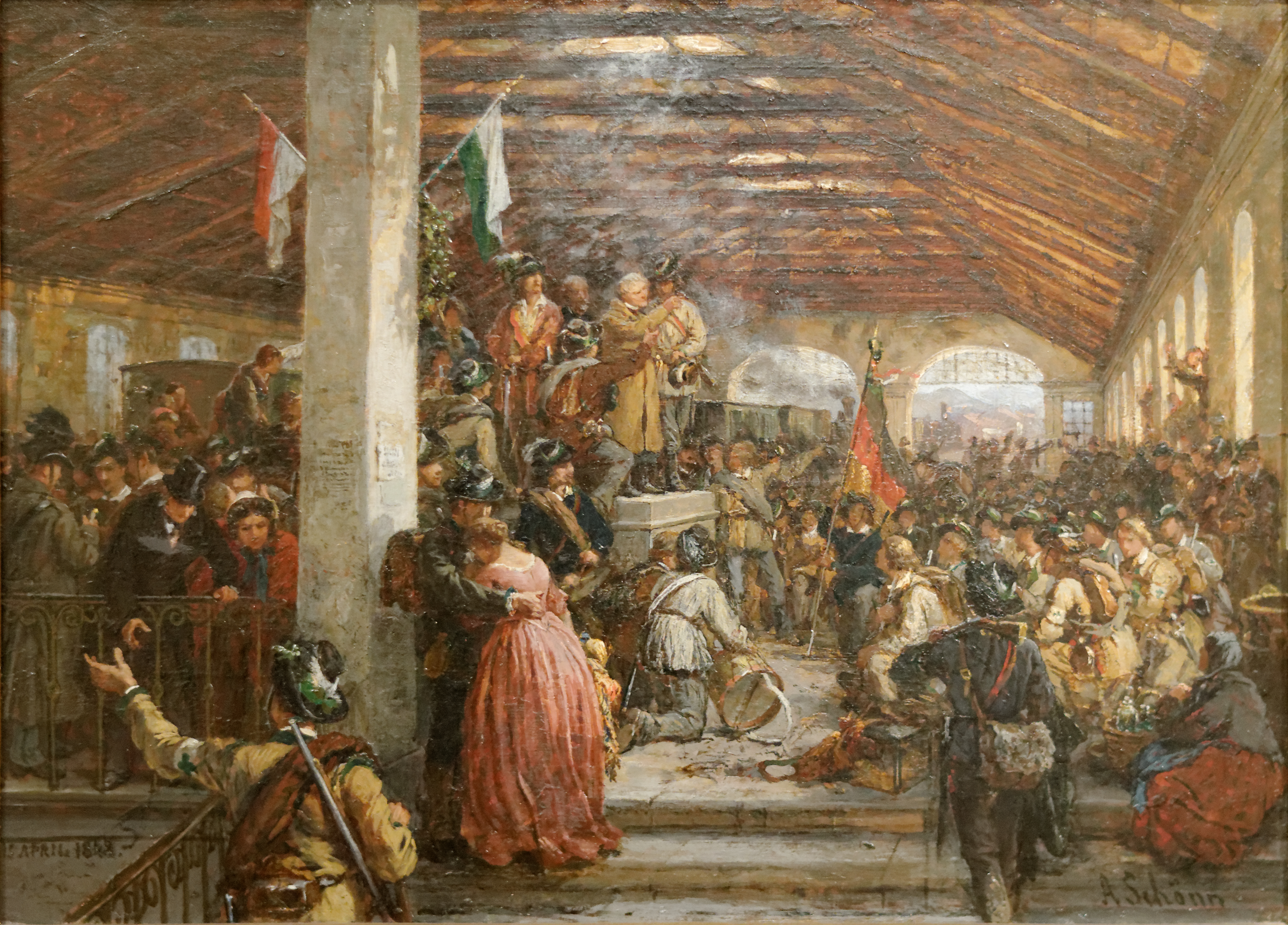
Départ de volontaires pour l'Italie le 3 avril 1848 – Alois Schönn (1826-1897) – Des volontaires se rassemblent à la gare (Gloggnitzer Bahn), avant de rejoindre l'armée de Radetzky en Italie.

Le 4 mai 1849, les Autrichiens débutent les hostilités contre le fort de Marghera, défendu par 2 500 hommes du colonel napolitain Girolamo Ulloa. La défense est acharnée et la nuit du 26, en accord avec le gouvernement, Ulloa ordonne l'évacuation du fort. Les Autrichiens avancent le long du pont ferroviaire mais, rencontrant une forte résistance, ils bombardent violemment la ville. Une première offre de reddition faite par le commandant en chef des forces autrichiennes, le feld-maréchal Joseph Radetzky, est repoussée.
La situation de la ville devient insupportable, ce à quoi s'ajoute une épidémie de choléra, et, aux premiers jours d'août, Manin, dans l'impossibilité de résister au-delà, souhaite ouvrir les négociations de reddition. Il propose de se retirer s'il est décidé de combattre jusqu'à la dernière extrémité. L'assemblée confirme la confiance en Manin et lui confie les pleins pouvoirs pour traiter la reddition qui est signée le 22 août 1849. Le 27, les Autrichiens entrent dans Venise, pendant que Manin, Tommaseo, Pepe et de nombreux patriotes prennent la route de l'exil.
Après la chute de la république romaine, Giuseppe Garibaldi, à la tête d'un groupe de volontaires, fuit de Rome au secours de Venise, dernière ville italienne à poursuivre la lutte mais il est bloqué par les Autrichiens vers Comacchio. Cet épisode est connu comme la Marche de Garibaldi de Rome à Comacchio.

## Membres du gouvernement[3]
Président : Daniele Manin

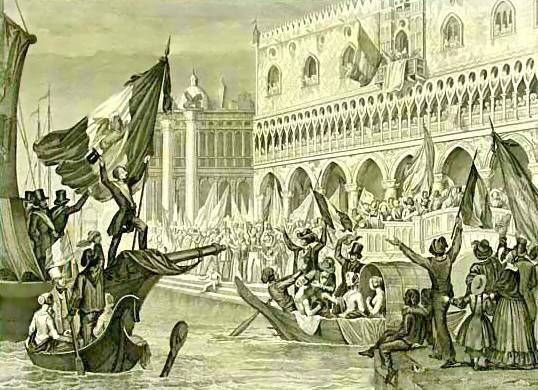
La proclamation de la république de Saint-Marc

- Niccolò Tommaseo, au département de l'Instruction publique et des Cultes ;
- Jacopo Castelli, au département de la Justice ;
- Francesco Camerata, au département des Finances ;
- Francesco Solera, au département de la Guerre ;
- Antonio Paolucci, au département de la Marine ;
- Pietro Paleocapa, au département de l'Intérieur et des Travaux publics ;
- Leone Pincherle, au département du Commerce ;
- Angelo Toffoli, membre du gouvernement, sans portefeuille ;
- Daniele Manin, au département des Affaires étrangères.